# Addi Qenafiz
Addi Qenafiz is een stuwmeer in de Hintalo-Wajirat woreda van Tigray in Ethiopië. De aarden dam werd gebouwd in 1998 door SAERT. Het stuwmeer wordt gevoed door de afstroming van de  Imba Aradom berg.

## Eigenschappen van de dam
- Hoogte: 15,5 meter
- Lengte: 514 meter
- Breedte van de overloop: 10 meter

## Capaciteit
- Oorspronkelijke capaciteit: 670 480 m³
- Ruimte voor sedimentopslag: 60 953 m³
- Oppervlakte: 12,86 ha

In 2002, werd de levensverwachting (de periode tot opvulling met sediment) van het stuwmeer geschat op 31 jaar.

## Irrigatie
- Gepland irrigatiegebied: 60 ha
- Effectief irrigatiegebied in 2002: 7 ha

## Omgeving
Het stroomgebied van het reservoir is 14,18 km² groot, met een omtrek van 17 km en een lengte van 5360 meter. Het reservoir ondergaat snelle sedimentafzetting. De gesteenten in het bekken zijn Doleriet van Mekelle, Schiefer van Agula en bovenaan in het bekken Zandsteen van Amba Aradam. Een deel van het water gaat verloren door insijpeling; een positief neveneffect hiervan is dat dit bijdraagt tot het grondwaterpeil.